# Оборонно-промисловий комплекс України
Оборонно-промисловий комплекс України (ОПК України) — сукупність органів державного управління, підприємств, установ і організацій промисловості та науки, що розробляють, виробляють, модернізують і утилізують продукцію військового призначення, надають послуги в інтересах оборони для оснащення та матеріального забезпечення сил безпеки і сил оборони, а також здійснюють постачання товарів військового призначення та подвійного використання, надання послуг військового призначення під час виконання заходів військово-технічного співробітництва України з іншими державами.

## Історія

### 1991—2010
На момент відновлення незалежності України на її території було зосереджено ~17 % потужностей оборонно-промислового комплексу СРСР (загальною кількістю приблизно 2000 підприємств та організацій, в яких працювало більше 700 тис. ос.), проте вже до початку 1997 року кількість працівників у ОПК зменшилась більш ніж на 50 %.
В 1992—2006 роках військово-технічна співпраця України з Російською Федерацією здійснювалась на основі низки угод, серед яких:
- Угоду про військово-технічне співробітництво від 26 травня 1993 року (денонсовано Україною 20 травня 2015 року)[4].
- «Угода про подальшу співпрацю в забезпеченні створення, спільного серійного виробництва та поставок в експлуатацію оперативно-тактичного літака Ан-70 і транспортного літака Ан-70Т з двигунами Д-27» від 24 червня 1993 року;
- Угода про виробничу і науково-технічну кооперацію підприємств оборонних галузей промисловості від 18 листопада 1993 року;
- Угода про співробітництво у військовій галузі від 25 листопада 1995 року (денонсовано Україною 20 травня 2015 року)[5].
- Угода про взаємну охорону секретної інформації від 2 грудня 2000 року;
- Угода про порядок взаємодії при здійсненні експорту товарів (продукції) військового призначення до третіх країн від 18 липня 2003 року.

У квітні 1995 року на виставці озброєнь IDEX-95 був представлений демонстраційний зразок танка Т-84.
У 1996 році була створена державна компанія «Укрспецекспорт», яка отримала монопольне право на експорт та імпорт продукції та послуг військово-технічного та спеціального призначення.
У 1997 році уряд України розформував Міністерство машинобудування, військово-промислового комплексу і конверсії.
Наприкінці 1990-х років на озброєння окремих категорій співробітників МВС України були прийняті перші зразки зброї українського виробництва, травматичні револьвери РКС-5 "Ринг" і РКС "Корнет". У грудні 1998 року на озброєння МВС України був прийнятий пістолет «Форт-12».
Надалі на озброєння внутрішніх військ та спецпідрозділів МВС України надійшли інші зразки зброї українського виробництва (рушниця «Форт-500», граната зі сльозогінним газом «Терен-6», світло-шумові гранати «Терен-7» і «Терен-7М», поліцейський кийок «Тонфа»). Крім того, Харківським конструкторським бюро ім. Морозова спільно з Українським державним науково-дослідним конструкторсько-технологічним інститутом еластомірних матеріалів і виробів УНДКТІ «ДІНТЕМ» були розроблені асфальтоходні накладки для танків і САУ (при встановленні яких на гусеничні стрічки, бронетехніка не пошкоджує покриття асфальтованих доріг). Всього міністерство оборони України закупило 4 тис. накладок.
У серпні 1999 року була створена державна компанія «Укроборонлізинг», що отримала право здавати в оренду майно міністерства оборони України.
14 липня 2000 була створена Державна комісія з питань оборонно-промислового комплексу України.
На початку 2000-х років ХКБМ був розроблений БТР-3 (модернізований варіант БТР-80).
У 2001 році один військово-транспортний літак Ан-26 ПС України був переобладнаний в санітарно-транспортний літак Ан-26 «Vita», який після завершення випробувань в 2002 році був прийнятий на озброєння ПС України (в листопаді 2014 було оголошено про намір виготовити для ПС України ще один такий літак).
У 1996—2002 був розроблений модернізований варіант радіолокаційної станції МР-244 „Екран“, який отримав найменування „Буревісник“ і в 2006 році поступив на озброєння прикордонної служби України.
У 2002 році Луганський патронний завод налагодив виробництво патрона 9×19 мм Парабелум.
У 2001—2003 рр. Науково-технічним центром точного машинобудування України на базі радянського автомата АК-74 був розроблений 5,45-мм автомат «Вепр» (але на озброєння він не прийнятий і серійно не випускався).
У 2003 році на озброєння української армії була прийнята радіолокаційна станція 1Л220У «Зоопарк-2», на озброєння окремих категорій співробітників МВС України надійшли пістолети «Форт-14» і травматичний пістолет «ПМ-Форт». Окрім того, в 2003 році був розроблений і прийнятий на озброєння бронежилет «Корсар-М», який закуповували для військовослужбовців українського контингенту в Іраку.
У 2004 році «Житомирський ремонтно-механічний завод» переобладнав одну БМП-1 в санітарно-евакуаційну машину СЕМ, але вона залишилася у вигляді демонстраційного прототипу (в 2014 році завод продав її волонтерам за 1,2 млн гривень і 30 серпня 2014 вона надійшла на озброєння бригади морської піхоти ВМС України).
У березні 2005 року директор департаменту ВПК міністерства промислової політики України Павло Скурський виступив із заявою, що в державній програмі реформування і розвитку ВПК України до 2010 року закладена адаптація до стандартів НАТО.
Також у 2005 році ДП «Миколаївський ремонтно-механічний завод» був розроблений варіант модернізації БРДМ-2 до рівня БРДМ-2ДІ «Хазар» (виробництво БРДМ-2ДІ «Хазар» розпочалось 29 грудня 2014 року).
У 2006 році на озброєння збройних сил України була прийнята армійська вантажівка КрАЗ-6322, вже в лютому 2008 року міністерству оборони передали перші 15 екземплярів, а наприкінці 2008 року було прийнято рішення зробити КрАЗ основним типом вантажівки в українській армії.
У 2006 році міністерство оборони України поставило завдання розпочати розробку безпілотних літальних апаратів українського виробництва (надалі, в 2008 році була затверджена програма розробки БПЛА на період до 2025 року):
- у січні 2004 року СКБ "Еркар" 410-го заводу цивільної авіації представило демонстраційний зразок БПЛА "Арктур"[23] (надалі, він отримав назву «Моноліт», але на озброєння прийнятий не був і серійно не випускався)[24].
- у 2005 році на Чугуївському авіаремонтному заводі почалася розробка БПЛА «Стрепет» (були розроблені демонстраційні зразки БПЛА «Стрепет-Л» і «Стрепет-С», але на озброєння вони прийняті не були і серійно не випускалися)[25].
- наприкінці 2006 року в НДІ ПФМ ХАІ почалася розробка малого БПЛА, призначеного для ведення авіарозвідки і спостереження. Проект отримав назву «Чиж-L», надалі, за програмою державного оборонного замовлення був виготовлений один демонстраційний зразок БПЛА «Філін», який у вересні 2008 року був переданий Науково-технічному управлінню Служби безпеки України. У жовтні 2008 року роботи по проекту були припинені у зв'язку з відсутністю фінансування[26].
- пізніше ДержККБ «Луч» був виготовлений прототип БПЛА «Сокіл-2»

У березні 2007 року директор департаменту економічної і господарської діяльності міністерства оборони України В. Н. Ясюк повідомив, що виробничі потужності підприємств військово-промислового комплексу України завантажені замовленнями міністерства оборони України на 7-10 %, завантажені виконанням експортних замовлень на 40 % і 50 % виробничих потужностей не використовуються і простоюють.
У червні 2007 року на озброєння були прийняті наземні рухливі радіолокаційні станції П-18МА і П-19МА виробництва НВО «Аеротехніка» (модернізовані варіанти радянських П-18 і П-19). Крім того, в 1992—2006 рр. була розроблена і в серпні 2007 року — прийнята на озброєння трьохкоординатна радіолокаційна станція кругового огляду 79К6 «Пелікан» виробництва НВО «Іскра» (запропонована на експорт під назвою 80К6).
У 2002—2008 був розроблений бронетранспортер БТР-4 (в 2009 році почалося їх виробництво на експорт, в 2012 році БТР-4 був офіційно прийнятий на озброєння української армії і взяв участь у навчаннях «Перспектива-2012», а з весни 2014 почав надходити у війська).
У листопаді 2008 року міністерство оборони України оголосило про намір створити позашляховик українського виробництва для заміни в збройних силах автомашин УАЗ радянського і російського виробництва. Спочатку передбачалося почати випуск українських позашляховиків на Кременчуцькому автозаводі, але це рішення виконано не було: на Севастопольському авторемонтному заводі був розроблений важкий джип «Шаман» (переобладнаний з військової вантажівки ГАЗ-66), але було випущено тільки 4 машини.
8 липня 2009 на озброєння ПС України був прийнятий літак Л-39М1 (модернізований варіант навчально-бойового літака L-39С).
Також був розроблений модернізований варіант штурмовика Су-25 (і його навчально-бойового варіанту Су-25УБ), в березні 2010 року вони були прийняті на озброєння ПС України під найменуванням Су-25М1 та Су-25УБМ1 (до жовтня 2012 на озброєння 299-ї бригади тактичної авіації ВПС України надійшли чотири Су-25М1 і один Су-25УБМ1).
Крім того, в 2010 році був створений автоматичний гранатомет УАГ-40 — перший зразок в галузі озброєння і військової техніки, розроблений в Україні відповідно до стандартів блоку НАТО (в січня 2015 року він вступив на державні випробування).

### 2011—2013
У грудні 2010 року був створений державний концерн «Укроборонпром».
На початку 2011 року на основі досвіду експлуатації автомобільної техніки українськими військовослужбовцями в умовах збройних конфліктів в Іраку, Сьєрра-Леоне та Ліберії у Львівській Академії сухопутних військ були розроблені варіанти локального бронювання армійських вантажівок Урал-4320 і КамАЗ-4310, проте бронювання вантажних машин збройних сил України в умовах мирного часу було визнано недоцільним (оскільки встановлення броні збільшувало витрати палива при експлуатації машин у військових частинах).
6 квітня 2011 року Кабінет Міністрів України прийняв постанову № 374 «Про внесення змін до постанови Кабінету Міністрів України № 1221 від 29 грудня 2010 року», яким затвердив перелік державних підприємств, які увійшли до складу ДК «Укроборонпром».
З 31 серпня 2011 року в склад ДК «Укроборонпром» увійшли 134 держпідприємства (125 державних і казенних підприємств та 9 акціонерних компаній, управління корпоративними правами яких були передані в «Укроборонпром»), а також державна компанія з експорту та імпорту продукції і послуг військового призначення «Укрспецекспорт» і її дочірні підприємства (ДП «Укроборонсервіс», «Спеціалізована зовнішньоторговельна фірма „Прогрес“», «Державна держрозрахункова зовнішньоторговельна та інвестиційна фірма „Укрінмаш“», «Державне держрозрахункове зовнішньоторговельне підприємство „Спецтехноекспорт“», «Державне зовнішньоторговельне підприємство та інвестиційне підприємство „Промоборонекспорт“», Державне підприємство «Зовнішньоторговельна фірма „ТАСКО-експорт“»).
Для оптимізації роботи концерну 16 червня 2011 року Верховною Радою був прийнятий Закон України «Про особливості управління об'єктами державної власності в оборонно-промисловому комплексі».
20 червня 2011 року начальник зенітних ракетних військ Командування Повітряних Сил ЗС України полковник Дмитро Карпенко повідомив, що прийнято рішення про поступову заміну вироблених за межами України блоків ЗРК на розробки українського військово-промислового комплексу.
Наприкінці 2011 року МВС України закупило для співробітників спецпідрозділів міліції 616 шт. шоломів українського виробництва.
4 січня 2012 року на озброєння української армії була прийнята радіолокаційна станція П-18 «Малахіт» (модернізований варіант радянського радара П-18МУ «Терек» на шасі КрАЗ). Також, у січні 2012 року за участю французької компанії «SAGEM D.S.» був виготовлений модернізований варіант бойового гелікоптера Мі-24П (оснащений СОЕП «Адрос» і ПТРК «Бар'єр-В»), який був прийнятий на озброєння української армії в травні 2012 року під назвою Мі-24ПУ1 (оснащення армійських гелікоптерів Мі-24 комплексами «Адрос» розпочалося в травні 2014). Крім того, в 2012 році на озброєння були прийняті 30-мм гармата ЗТМ-1 і парашутна система «Барс-С».
У 2011—2012 роках на ХДАВП був розроблений легкий двомісний літак ХАЗ-30 (всього було виготовлено 10 шт., в 2013 році один тренажер і 4 літаки передали Харківському університету ПС ім. Івана Кожедуба як навчальні літаки для початкової підготовки курсантів).
Також 20 лютого 2013 року, на озброєння повітрянодесантних військ України була прийнята парашутна система «Статус-СН», розроблена ТОВ «Передові технології парашутобудування» (м. Феодосія).
У липні 2013 року для Служби зовнішньої розвідки України був виготовлений один спеціальний автобус «Богдан А-231».
У жовтні 2013 року Державний науково-дослідний інститут МВС України представив комплект протиударного захисту «Робокоп» для співробітників спецпідрозділів міліції. У період до листопада 2013 деяку кількість комплектів було передано в столичний спецпідрозділ «Беркут», але серійне виробництво розпочато не було.
Також у 2013 році були виготовлені дослідний зразок радіолокаційної станції 80К6М (призначений на експорт модернізований варіант станції 80К6) на шасі МЗКТ, один мінний загороджувач І-52 на базі МТ-ЛБу і один дослідний зразок модернізованого навчально-бойового літака Су-27УБ (що отримав назву Су-27УБ1М і спрямований на льотні випробування).

### 2014
Навесні 2014 року положення військово-промислового комплексу України ускладнилося: у березня 2014 були втрачені 13 підприємств ВПК на території Кримського півострова, надалі був втрачений контроль над низкою підприємств ВПК в Донецькій і Луганській областях. Кілька підприємств ВПК були зруйновані в ході бойових дій на сході України.
Також навесні 2014 року Уряд України припинив військово-технічне співробітництво з Росією.
- 29 березня 2014 в. о. гендиректора ДК «Укроборонпром» Ю. Ф. Терещенко повідомив, що «Україна заморозила постачання озброєння і військової техніки в Росію»[61]. 4 квітня 2014 перший віце-прем'єр України В. Г. Ярема оголосив, що Україна ухвалила рішення припинити військово-технічне співробітництво з Росією[62].
- 31 травня 2014 року заступник міністра оборони РФ Ю. І. Борисов підтвердив, що Україна припинила постачання до Росії продукції військового призначення (у тому числі, вже оплаченої російською стороною)[63][64] (хоча в серпні 2014 року журналісти «The Washington Post» повідомили, що українські заводи продовжують експорт військової продукції до Росії[65]).
- 16 червня 2014 року президент України П. О. Порошенко заборонив будь-яку співпрацю з Росією у сфері ВПК[66], а 27 серпня 2014 року — підписав указ «Про заходи щодо вдосконалення державної військово-технічної політики», відповідно до якого наказав вжити заходів «з припинення експорту в Російську Федерацію товарів військового призначення та подвійного використання»[67][68].
- у результаті виникла потреба заміщення продукції російського виробництва. 23 грудня 2014 ГК «Укроборонпром» повідомив, що для виконання програми імпортозаміщення російських комплектуючих після розриву військово-технічного співробітництва між Україною і Росією необхідно знайти альтернативних постачальників для близько 30 тис. компонентів[69] і пообіцяв виконати 30 % програми імпортозаміщення до кінця 2014 року[70].

З весни 2014 року військові витрати України були збільшені, українськими підприємствами були розроблені нові зразки військової продукції, в тому числі обмундирування, бронежилетів, екіпірування і спорядження військовослужбовців (вже в грудні 2014 були представлені зразки бронежилетів, обмундирування і взуття).
3 квітня 2014 року на озброєння української армії був прийнятий автоматизований комплекс постановки радіоперешкод Р-330УМ.
Крім державних підприємств, що входять у ГК «Укроборонпром», ремонт військової техніки і виробництво продукції військового призначення було розпочато на неспеціалізованих і приватних підприємствах:
- на декількох підприємствах було освоєно виробництво протикумулятивних екранів для бронетехніки[76][77][78]
- на низці підприємств почалося виготовлення броньованих і бліндованих автомашин з цивільних вантажівок і легкових автомашин[79][80] (в період до 11 березня 2015 для збройних сил, прикордонної служби та інших воєнізованих структур України було виготовлено 260 броньованих машин[81])
- влітку 2014 року, на Кременчуцькому автозаводі почалося ліцензійне виробництво бронемашин «Cougar» і «Spartan», розроблених канадською компанією Streit Group
- у серпні 2014 року, Конотопський авіаремонтний завод «Авіакон» за рахунок власних коштів відремонтував і передав для установки на п'ять гелікоптерів збройних сил України екранно-вихлопні пристрої для захисту від ПЗРК[82]
- у вересні 2014 року, Тернопільський радіозавод «Оріон» почав серійне виробництво шоломофонів для танкістів[83]
- також у вересні 2014 року[84] почалося переобладнання одного БТР-60 в пересувну операційну[85][86]
- 24 вересня 2014 року, на виставці „Оборона і безпека-2014“, завод Завод «Ленінська кузня»» представив демонстраційний зразок бойової машини «Скорпіон» (переобладнаний ГАЗ-66 з бойовим модулем)[87]
- у жовтні 2014 ДП ВО „Південний“ виготовив на базі мікроавтобуса Chevrolet Express один легкоброньований мобільний комплекс спостереження МКС-1[88][89], а компанія „Zbroyar“ розробила варіант модернізації ручного кулемета РПД[90].
- у листопаді 2014 року, КрАЗ почав випуск броневантажівок КрАЗ-6322 «Raptor».
- у грудні 2014 року, корпорація „Богдан“ розробила, виготовила і запропонувала для українських збройних сил бронеавтомобіль „Барс“
- НВП „Темп-3000“ був збільшений випуск бронежилетів „Корсар-М3“, також на озброєння були прийняті новий тип бронежилета — „Корсар-М4“[91] і кевларовий шолом „Каска-1М“[92].
- у Харкові малосерійний випуск низькотехнологічних бронежилетів був освоєний ТОВ „Харківський завод засобів індивідуального захисту“ (всього було випущено близько 70 шт. бронежилетів LSV-UKR)[93], ще один варіант випускав ХЗТМ спільно із заводом ім. Фрунзе [94].
- у Мелітополі в червні 2014 освоєний малосерійний випуск низькотехнологічного «народного бронежилета»[95][96].
- у Києві було розпочато малосерійний випуск низькотехнологічного бронежилета «Патріот-4»[97].
- в червні 2014 року, у Запоріжжі був освоєний малосерійний випуск ще одного варіанта низькотехнологічних бронежилетів[98] (сталеві пластини для яких виготовляв завод «Дніпроспецсталь»[99][100], а складання виконувала фірма «Селена»[101])
- крім того, була зроблена спроба налагодити виробництво низькотехнологічних бронежилетів на підприємстві «Агромаш» у Тиврівському районі Вінницької області[102]

1 липня 2014 Верховна Рада скасувала мита на імпорт засобів індивідуального захисту «на період проведення АТО».
У липні 2014 року в війська почали надходити добові сухі пайки нового зразка (калорійність яких була збільшена до 4 232 кКал, а термін зберігання — з 9 до 24 місяців). На додачу до стандартних сухих пайків для армії було розпочато виробництво сублімованих продуктів харчування.
2 вересня 2014 року, Верховна Рада України скасувала мита на імпорт продукції військового призначення «на період проведення АТО».
Восени-взимку 2014 року в зв'язку зі стабілізацією лінії фронту освоєно випуск оборонних і інших споруд (збірні блокпости, житлові контейнери для розміщення солдатів в польових умовах, протитанкові їжаки, габіони і т.і.).
У листопаді 2014 року, львівське підприємство ТОВ НВЦ «Автоінвестцентр» переобладнало один автобус ЛАЗ «Лайнер-9» для транспортування поранених. Автобус став першою санітарною машиною для перевезення поранених великої місткості, що надійшла у збройні сили України, його отримав 66-й Львівський передовий госпіталь.
11 грудня 2014 року, прем'єр-міністр України А. П. Яценюк оголосив, що уряд України має намір створити державне агентство з оборонно-промисловому комплексу.
17 грудня 2014 року, секретар РНБО України А. В. Турчинов заявив, що основними завданнями ВПК України є відновлення виробництва аналогів російського озброєння і перехід на стандарти НАТО.
22 грудня 2014 року, президент України П. А. Порошенко наказав підприємствам ВПК перейти на цілодобовий режим роботи і не зупиняти виробництво навіть у разі затримки оплати.

### 2015
У січні 2015 року були представлені ще кілька розробок ВПК (розвідувальний мотодельтаплан «Т-2М», три безпілотні літальні апарати, системи прицілювання і навігації, водолазне спорядження, парашути та ін.)
23 січня 2015 року, прем'єр-міністр України А. П. Яценюк зажадав від голів областей представити уряду плани мобілізації економіки областей і підготувати перехід економіки країни на військові рейки.
У лютому 2015 року був представлений мобільний варіант протитанкового комплексу «Стугна-П», встановлений на шасі легкого багі UTV «CF Moto Tracker».
У березні 2015 року Білоцерківський механічний завод почав випуск балістичної маски «Кіборг».
13 березня 2015 року, у війська була передана перша партія індивідуальних медичних аптечок українського виробництва (понад 4 тис. шт., Всього заплановано закупити 47 200 шт.)

14 березня 2015 року була представлена агітаційна машина на базі КрАЗ-5233
Восени 2014 року почалася розробка системи живлення «Predator» для кулемета ПК (тактичний рюкзак з рукавом для подачі патронної стрічки), випуск якої для розвідувальних та спеціальних підрозділів збройних сил, МВС і СБУ почав «Харківський завод засобів індивідуального захисту» на початку квітня 2015 року. Кілька систем було закуплено волонтерами і надійшло в 25-ту і 79-ту аеромобільні бригади (до початку червня 2015 система перебувала в експлуатації, але не була прийнята на озброєння).
4 квітня 2015 року, українська компанія ТОВ НВП «Аеротехніка-МЛТ» представила демонстраційний зразок модернізованого зенітно-ракетного комплексу С-125-2Д «Печора-2Д».
23 квітня 2015 року, Верховна Рада України звільнила від митних зборів і податків імпорт обладнання, матеріалів та іншої продукції військового призначення
У травні 2015 року було розпочато випуск бронещитів для ЗУ-23 і представлені зразки бронековпаків МВС-2 для обладнання вогневих точок (випуск яких почався в червні 2015).
У червні 2015 року, київська компанія «Reform» представила демонстраційний зразок бронемашини «Годзілла» на шасі Урал-4320, ще один броньовик «Крокодил» на шасі ГАЗ-66 побудували в Сумській області
27 червня 2015 року, на полігоні навчального центру Північного оперативно-територіального об'єднання Національної гвардії України почалися випробування міни «Спалах-1» конструкції начальника інженерної служби Східного ОТО НГУ підполковника М. Балагуша.
15 липня 2015 року, міністерством оборони України був затверджений перелік предметів Єдиного бойового комплекту для військовослужбовців (65 предметів військової форми, спорядження та засобів індивідуального захисту), в який були включені нові зразки спорядження: кепка-«мазепинка», маска-балаклава, універсальний літній маскувальний костюм «Варан», новий стандартизований варіант демісезонних військових черевиків (виконаних за зразком берців турецької компанії YDS), випуск яких повинна почати компанія «Талан» та ін.
16 липня 2015 року, на озброєння Збройних Сил України був прийнятий прилад радіомоніторингу систем зв'язку короткохвильового діапазону Р-677.
4 серпня 2015 року, Херсонський державний завод «Паллада» освоїв виробництво мобільних блокпостів БПЖ-3525 для МВС України.
30 серпня 2015 року, Київський завод автоматики ім. Г. І. Петровського повідомив про завершення робіт зі створення стабілізатора СВУ-500-7Ц для БМП-2.
30 серпня 2015 року, завод «Ленінська кузня» презентував новий бронеавтомобіль «Тритон».
15 жовтня 2015 року було оголошено про намір розпочати модернізацію самохідних гаубиць 2С1 на Харківському тракторному заводі (у лютому 2016 року стало відомо, що на ХТЗ передали три САУ 2С1. Програма їх модернізації передбачає капітальний ремонт, встановлення нових дизельних двигунів Volvo шведського виробництва, нового електрообладнання, більш сучасних засобів зв'язку та системи супутникової навігації українського виробництва).
У листопаді 2015 року, в одній з десантних бригад на базі МТ-ЛБ було побудовано машину вогневої підтримки, оснащену двома 20-ствольними авіаційними блоками Б-8 для запуску 80-мм некерованих ракет С-8 по наземним цілям.
27 листопада 2015 року було завершено будівництво бронемашини «Азовець» на шасі танка Т-64.
2 грудня 2015 року ХКБМ було представлено дослідний зразок модернізованої РСЗВ БМ-21 «Град» на шасі КрАЗ-6322, що отримав назву «Верба».
7 грудня 2015 року, міністерство оборони України підписало адміністративну угоду з Європейським оборонним агентством, що дозволяє Україні брати участь у програмах та проектах військово-технічної співпраці з країнами Європейського союзу.

### 2016
26 січня 2016 року у війська було передано першу партію безпілотних літальних апаратів українського виробництва (комплекс БпАК-МП-1 у складі трьох «Spectator» і наземної станції керування). Також, у 2016 році на озброєння збройних сил було прийнято автоматизовану станцію оптико-електронних перешкод СПЕ-1.
12 липня 2016 року на автобусному заводі № 2 корпорації «Богдан» у Черкасах було освоєно випуск армійських багатоцільових кунгів для вантажівок.
13 липня 2016 року було оголошено, що у виконанні військових замовлень беруть участь 296 підприємств України.
23 вересня в Кременчуці був представлений новий безкапотний броньовик KrAZ Hulk на шасі КрАЗ-5233. 11 жовтня 2016 на виставці «Зброя та безпека 2016» київська компанія «Адрон» представила термобаричну ручну гранату РГТ-16С.
11 жовтня 2016 року на виставці «Зброя та безпека 2016» компанія «Укроборонсервіс» представила мобільний мінометний комплекс на базі бронеавтомобіля «Барс».
На XIII Міжнародній спеціалізованій виставці «Зброя та безпека 2016» було презентовано систему доповненої реальності для бронетехніки LimpidArmor.
У грудні був виготовлений і спрямований на випробування ремоторизована вантажівка ЗіЛ-131 Deutz (з новим дизельним двигуном Deutz BF 4M 2012C потужністю 140 к.с. і 6-ступінчатою коробкою перемикання передач EATON FSO5206B).

### 2017
30 січня 2017 року стало відомо про проект нової БМП на базі шасі БМ «Оплот», яка отримала робочу назву «Берсерк».
В квітні 2017 року Черкаський завод «Богдан» передав до збройних сил України першу партію з 10 санітарних машин Богдан-2251. До кінця 2017 року планується закупівля ще 130 таких машин в рамках ДОЗ.
В червні 2017 року підтвердилася інформація про те, що в концерні Укроборонпром ведуться розробки нової 155-мм самохідної артилерійської установки. Це було підтверджено Начальником Озброєння Збройних сил України Миколаєм Шевцовим під час міжнародної науково-технічної конференції «Перспективи розвитку озброєння і військової техніки Сухопутних військ» у Львові, травень 2017. За основу планується використовувати шасі танка БМ «Оплот»
4 липня 2017 року Шепетівський ремонтний завод успішно завершив приймально-здавальні випробування чергової партії самохідних артилерійських установок 2С3 «Акація» та 2С1 «Гвоздика» перед передачею до Збройних Сил України. Для перевірки роботи всіх систем, самохідні артилерійські установки, у присутності представників замовника, успішно здійснили серію пострілів та марш-кидок на спеціальному полігоні у Хмельницькій області.
6 липня 2017 року «Укрзалізниця» повідомила про те що її філія «Рефрижераторна вагонна компанія» передала військовим на випробування новий вагон для варт зроблений на базі рефрижераторного вагона, замість старих «теплушок», за результатами випробування планується подальше переоснащення. 10 липня 2017 року відбулась офіційна презентація нового вагону для перевезення військової варти.
Наприкінці липня 2017 року на полігоні в Чернігівській області під час демонстрації нових розробок концерну Укроборонпром було продемонстровано нову розробку ДНДІХП — РПВ-16
28 липня 2017 року під час круглого столу в Києві президент асоціації виробників озброєння та військової техніки України Вадим Кодачигов заявив про розробку приватною компанією ТОВ «Корт» нової БМП «Тур» на базі МТ-ЛБ.
На 13-й Міжнародній виставці військової техніки IDEF-2017 (Стамбул, Туреччина) вперше представлений переносний реактивний гранатомет РК-4 «Інгул», виробництва вітчизняного ДП "Державне Київське конструкторське бюро «Луч».
5 жовтня 2017 року на полігоні Національної Гвардії України у Нових Петрівцах Київської області в присутності представників РНБО, ДП «Укроборонсервіс», Aeroscraft та Генерального директора ДК «Укроборонпром» Романа Романова відбулася демонстрація першої української партії автоматичних карабінів M4 – WAC-47. Виготовлення цієї зброї є спільним проектом між ДП «Укроборонсервіс», що входить до складу «Укроборонпрому», та американської компанії Aeroscraft.
Карабін M4 — WAC-47 являє собою зброю побудованою на платформі типу AR-15, завдяки модульній конструкції має можливість зміни калібрів, як під американський набій 5,56×45 мм, так і під радянський 7,62×39 мм, шляхом заміни верхньої частини карабіну.
18 жовтня 2017 року Кабінет Міністрів України скасував угоду з РФ про спеціалізацію підприємств, які виробляють військову продукцію.
2 листопада 2017 року заступник МЕРТ Юрій Бровченко повідомив, що Україна закупила лінії для виробництва 100—155 мм снарядів та починає будівництво патронних заводів. Виробництво українських боєприпасів для потреб ЗСУ планують розпочати в другій половині 2019 року.
7 листопада 2017 року на полігоні в Дівичках за участі секретаря РНБО було проведено демонстрацію й випробування боєприпасів, вироблених на українських підприємствах. Було налагоджено виробництво ВОГ-17, 152 мм артилерійських снарядів та 60 мм мін, після всіх випробувань буде налагоджено їх серійне виробництво й вони надійдуть на фронт.
8 листопада 2017 року з'явилась інформація, що компанія UaRms, виробничий підрозділ Українського агентства перспективних науково-технічних розробок UA.RPA — виробник засобів індивідуального захисту та екіпірування, найближчим часом розпочне серійне виробництво кулезахисних шоломів для екіпажів бойових машин «ТОР-БТ».
Державне підприємство "Спеціалізована зовнішньоторговельна фірма «ПРОГРЕС» (ДП СЗТФ «ПРОГРЕС») разом з Радіоастрономічним інститутом НАН України представили радіолокаційну систему охорони периметру Х1-М «Око».
В листопаді 2017 року на заводі ДАХК «Артем» розпочався монтаж та налагодження лінії виробництва корпусів ракет для ракетного комплексу «Вільха». Була встановлена розточувальна машина RFFM 330-138-300 з ЧПУ турецької фірми Repkon. Ця машина спеціально призначена для виробництва високоточних деталей циліндричної порожнистої форми. Машина має можливість формувати ротаційно-симетричні порожнисті деталі з різною товщиною стінок.
13 грудня 2017 року Канада включила Україну до переліку країн, до яких дозволено експорт вогнепальної автоматичної зброї.
За підсумками 2017 року Укроборонпром залучив 447 українських підприємств різних форм власності до програми імпортозаміщення. У програмі імпортозаміщення увагу було сконцентровано на співпраці з малими та середніми підприємствами, частка яких у загальному об‘ємі співпраці сягнула 65-70 %. Такий вибір пов‘язаний з високою оперативною спроможністю малого та середнього бізнесу та готовності до застосування сучасних методів виробництва.

#### Виставка «Зброя та безпека—2017»
На виставці були представлені понад 400 компаній з 15 країн світу.

### 2018
На початку січня 2018 року Бориспільський автозавод, який має багаторічний досівд збирання індійських вантажівок Tata LPT 713 в 2017 році представив в Україні першу машину з колісною формулою 4х4 Tata LPTA 713 TC (було опубліковано фотографії випробувань на полігоні). Про нову машину БАЗ для української армії розповів Сергій Желевський, голова правління ПАТ «Бориспільський автозавод» на підсумковій прес-конференції корпорації «Еталон», яка відбулася в Києві 26 грудня.
В січні 2018 року було оприлюднено інформацію щодо розробки ДП «Антонов» різних літаків військового призначення на базі Ан-148: Ан-148-201ЕМ (конвертований санітарний літак), Ан-148-301МП (морський патрульний літак, раніше презентований), Ан-148-300EW (літак радіолектронної протидії), Ан-148ДРЛВ (літак дального радіолокаційного виявлення), Ан-148ISR (літак радіотехнічної розвідки), Ан-148-201ЕА (VIP (штабний) літак).
Постановою Кабінету Міністрів України від 11.01.2018 № 1 «Про внесення змін до Порядку здійснення державного контролю за міжнародними передачами товарів подвійного використання» прийнято Єдиний список товарів подвійного використання.
Після підписання 12 січня 2018 року Постанови КМУ від 23 серпня 2017 р. № 1093 «Про внесення змін до пункту 26-3 Порядку планування, формування, розміщення та коригування державного оборонного замовлення, а також здійснення контролю за його виконанням» встановлюється фіксоване значення показників прибутку для державних і приватних виробників озброєння. А саме — 5 % на комплектуючі та 30 % — на решту витрат у складі собівартості продукції.
15 січня 2018 року було оприлюднено інформацію, що компанія «Радіонікс» та Державне підприємство "Державне Київське конструкторське бюро «Луч», провели пуски ракет з модернізованого ЗРК C-125 М «Печора». В ракеті 5В27Д-М2 встановлюється активна радіолокаційна головка самонаведення. На початковій ділянці, ракета рухається за аеробалістичною траєкторією, такий політ ракети істотно збільшує дальню межу зони ураження ЗРК C-125М. Дальня межа зони ураження з новими ракетами, становить 40 км, максимальна висота зони поразки — 25 км.
15 січня 2018 року з'явилася інформація, що Генштаб ЗСУ вніс до списку потреб української армії 800 сучасних протитанкових ракетних комплексів типу «Стугна» і «Корсар», кілька тисяч керованих ракет, а також 500 безпілотних авіаційних комплексів.
17 січня 2018 року на засіданні РНБО було розглянуто та затверджено «Основні показники Державного оборонного замовлення на 2018—2020 роки».
18 січня 2018 року було оприлюднено інформацію, що Міністерство оборони України буде купувати БМП-1 зі зберігання в одній з іноземних країн. Також інша техніка в 2018 році вперше почне надходити батальйонними комплектами.
Наприкінці січня 2018 року Харківське конструкторське бюро ім. Морозова (ХКБМ) оприлюднило ймовірний вигляд перспективної бойової машини піхоти, яка розробляється підприємством.
14 березня 2018 року було опубліковано відео випробування великокаліберних артилерійських набоїв виробництва ДАХК «Артем».
У липні 2018 року «КНДІ гідроприладів» завершив випробування радіогідроакустичної системи «Ятрань».
Українська компанія Everest розробила нову бортову інформаційну систему Hermes-C2 (Command and Control), яка разом з комплектом допоміжного обладнання встановлюється на танк та інтегрується із засобами зв'язку Aselsan чи Harris.
На одному з полігонів завершили державні випробування нової цифрової версії командно-штабної машини (КШМ) для Збройних Сил України. Нова КШМ створена на одеському підприємстві ТОВ «Телекарт-Прилад» у тісному тандемі з військовими науковцями та має відразу три варіанти рухомої бази: БМП-1, БТР-3, БТР-4.
У вересні генерал-майора Юрій Мельник повідомив, що було проведено ряд робіт, в результаті яких в Україні тепер існують два виробники нових стволів для танкових гармат калібру 120 (для стандарту НАТО) та 125 мм. До того ж виробничі лінії цих підприємств оснащено сучасним обладнанням, що дає змогу випускати високоякісну продукцію.

#### Зброя та безпека 2018
Українська експозиція представлена 456 учасниками від державного і приватного секторів оборонної промисловості, закордонна — 47 провідними підприємствами із 17 країн світу.
8 жовтня 2018 року з'явилися перші фото модернізованої 122-мм РСЗВ БМ-21У «Берест» виробництва Шепетівського ремонтного заводу, яку привезли на виставку «Зброя та безпека 2018». Під час виставки було оприлюднено інформацію, що КБ «Південне» працює над створенням нових далекобійних ракет для РСЗВ калібру 122-мм БМ-21УМ «Берест».
ДП «Укроборонсервіс» продемонструє на XV Міжнародній спеціалізованій виставці «Зброя та безпека 2018» мобільну мінометну систему на базі автомобіля KIA KM450.
Під час цьогорічної Міжнародної спеціалізованої виставки засобів захисту, озброєння, військової та спеціальної техніки, технологій і товарів подвійного використання «Зброя та безпека 2018» Корпорація ТАСКО представила вітчизняну 90-мм гармату ТСК-90.

#### Скасування ембарго
В жовтні 2018 року виступаючи на Атлантичній раді у Вашингтоні спецпредставник США по Україні Курт Волкер заявив, що Сполучені Штати скасували збройне ембарго для України.
Протягом 2014—2019 років через корупцію в оборонній галузі України було порушено 400 справ та висунуто 120 звинувачень.

### 2019—2021
У лютому 2019 року компанія НВЦ «Інфозахист» представила на міжнародній виставці IDEX 2019 малогабаритну тактичну систему радіорозвідки «Пластун» РП-3000.
В травні 2019 стало відомо, що українська компанія «Укрспецтехніка» розробила легкий контрбатарейний радар РЛС «Бісквіт-КБ», який наразі проходить заводські випробування. Початок польових випробувань намічено на кінець літа. Радар виконаний на базі цифрової активної антенної решітки, і може бути встановлений на автомобілі або причепі.
Повітряні сили Республіки Перу зацікавлені використати потенціал і досвід України для ремонту та модернізації власних транспортних і бойових літаків, які перебувають на озброєнні країни. Про це було наголошено під час переговорів представників ДП ДГЗІФ «Укрінмаш», що входить до складу ДК «Укроборонпром», із вищим командуванням ПС Перу. Зустріч відбулася на українському стенді у рамках VII Міжнародної виставки оборонних технологій, озброєння та запобігання стихійним лихам SITDEF-2019, яка відбулася 16-19 травня 2019 року у столиці Республіки Перу — Лімі.
У червні 2019 року стало відомо, що українська модернізація танкоремонтної майстерні ТРМ-80 проходить випробування, із нового — білоруський дизель, бельгійський дизель-генератор та сучасний електроінструмент. Випробування проводять фахівці Державного науково-дослідного інституту випробувань і сертифікації озброєння та військової техніки, що у Чернігові.
17 червня, на Paris Air Show В'ячеслав Богуслаєв повідомив, що українська компанія «Мотор Січ» планує розробити новий великий транспортно-десантний гелікоптер, здатний піднімати 16 тонн або перевозити понад тридцять десантників.
У червні 2019 року перший серійний зразок станції радіоелектронної боротьби Р-330КВ1М, який був виготовлений ДП "ЦКБ «Протон», успішно пройшов випробування на одному з полігонів на Харківщині.
10 серпня 2019 року українська державна компанія «Укрспецекспорт» і турецька Baykar Defence створили спільне підприємство у сфері високоточної зброї та аерокосмічних технологій.
Дослідники з геофізичної лабораторії університету Бінгемтона та ТОВ «Українські багатомоторні технології» (UMT) оголосили, що їх спільна дослідницька команда завершила перший етап спільного дослідницького проєкту з розробки та випробувань на польотах безпілотного аеромагнітного апарата система обстеження, що інтегрує платформу БПЛА Cicada, котра працює на гібриді UMT, із системою атомного магнітометра Geometrics MFAM .
У вересні 2019 року США надали Україні сертифікати, що дозволять підприємствам вітчизняного ОПК ремонтувати гелікоптери типу «Мі» для іноземних замовників.

## Повномасштабне вторгнення

### 2022
Від початку російського вторгнення щонайменше третина підприємст зазнали обстрілів та руйнувань.

### 2023
2023 рік відзначився значним зростанням українського ОПК: у грудні 2023 року міністр з питань стратегічних галузей промисловості Олександр Камишін заявив, що у 2023 році спроможності ОПК зросли втричі. У 2023 році до оборонної промисловості було залучено 300 тисяч людей, 500 компаній, з яких майже 400 приватних. Цього року 1,5% з 4,9% приросту ВВП України забезпечила оборонна галузь.
Виробництво артилерійських боєприпасів зросло багатократно, зокрема, міністр навів такі показники: виробництво мінометних пострілів зросло у 42 рази, також Україна запустила випуск дефіцитних 122-мм, 125-мм та 152-мм радянських боєприпасів і багатьох інших. Виробництво частково було налагоджено за кордоном.
Виробництво БПЛА, які стали однією з ключових потреб під час війни, зросло у 100 разів. З'явились масові аналоги застосовуваних Росією Shahed-131 та Shahed-136, що за заявами Камишіна виготовлялись у кількості десятків одиниць на місяць. У грудні міністр повідомив, що Україна має спроможність виготовляти близько тисячі стратегічних ударних БПЛА на рік. Україна також налагодила масоване виробництво десятків тисяч FPV-дронів на місяць. 
Іншими важливими досягненнями українського ОПК стали: безпілотні надводні апарати, які зіграли важливу роль у стримуванні російського флоту в битві за Чорне море, серійне виробництво САУ «Богдана», створення сімейства зенітних систем FrankenSAM тощо.

### 2024
Очікується, що бюджет розвитку ОПК у 2024 зросте у 20 разів порівняно з 2022 роком: у 2022 рік він склав 2,5 млрд гривень, у 2023 – 12 млрд, у 2024 очікується бюджет розміром 51 млрд гривень. Також анонсовано виробництво понад 750 одиниць бронетехніки протягом 2024, початок виготовлення 155-мм боєприпасів, бронетранспортерів Fuchs та бойових машин піхоти Lynx. Також були представлені міни ВНП-50, ВНП-100, ВНП-200, аналоги радянських.
Станом на квітень 2024 року були чинні контракти (укладені в різні роки) на військові закупівлі на 582,2 мільярда гривень (приблизно 14,67 млрд доларів), з яких майже половина — з українськими виробниками.
На 2024 рік потужність української оборонної промисловості перевершила можливості щодо закупівель Міністерством оборони. Олександр Камишін повідомляв, що спроможності ОПК складають близько 20 млрд доларів на рік, тоді як Міноборони може закупити лише на 6 млрд. За його словами, необхідно залучати союзників для фінансування українського ОПК: першою такою країною стала Данія, яка виділила 28,5 млн на закупівлю обладнання українського виробництва для Сил оборони України. Також Україна запустила міжнародну фандрейзингову кампанію Zbroyari для залучення 10 млрд доларів на закупівлі українського озброєння.
Протягом 2024 року Україна виготовила озброєнь на 10 млрд доларів. Цей показник включає виготовлення понад 2,5 млн артилерійських та мінометних снарядів калібру 60—155 мм, 1,6 млн БПЛА різних типів, крім того, відбулось значне масштабування виробництва артилерійських систем «Богдана» та ракет «Нептун». У порівнянні з початком року з 300 до 1000 збільшилась кількість підприємств ОПК, а кількість залучених працівників зросла з 70 до 300 тис.

### 2025
19 листопада 2024 ВРУ прийняла проект Закону України «Про Державний бюджет України на 2025 рік». У 2025 році буде спрямовано 26,3% ВВП країни на безпеку та оборону, адже це ключовий пріоритет: видатки зростуть до 2,23 трлн грн, що на 47,6 млрд грн більше порівняно з уточненим планом 2024 року. Компанія Rheinmetall  збудувала завод з ремонту військової техніки, та планує збудувати ще два з виробництва снарядів та із випуску зенітних систем . Україні почала випускати власні дрони-перехоплювачі . У ЗСУ з'явилися нові протитанкові міни ТМ-2025 з елементами, виготовленими на 3D-принтері.

## Культура
День працівника оборонно-промислового комплексу України відзначається щороку 13 квітня на честь знищення крейсера «Москва» 13 квітня 2022 року українськими ракетами «Нептун». Відповідну дату встановлено Указом Президента України № 214/2023 від 13 квітня 2023 року.